# برج کاشانه بسطام
برج کاشانه بسطام (که با نام برج آرامگاهی نزدیک مسجد جامع به ثبت آثار ملی ایران رسیده است) برجی مربوط به سدهٔ ۸ ه‍.ق است و در بسطام، داخل شهر واقع شده و این اثر در تاریخ ۱۵ دی ۱۳۱۰ با شمارهٔ ثبت ۶۹ به‌عنوان یکی از آثار ملی ایران به ثبت رسیده است. برج کاشانه بسطام برج بلند و زیبایی در جنوب شهر بسطام و در شمال شهرستان شاهرود و جنوب خاوری مسجد جامع بسطام جای گرفته است.

## پیشینه
از تاریخ بنای این برج آگاهی درستی در دست نیست. به عقیده اهالی بسطام این برج آتشکده زردشتیان قبل از اسلام بوده است. برخی از خاورشناسان از جمله آندره گدار بر این گمان است که این بنا از آثار غازان‌خان مغول است و نام اصلی آن غازانه بوده که به مرور زمان و بدون توجه به اصل آن کاشانه نامیده شده است.

## معماری
از ویژگی های برج می توان به 60 وجهی بودن این اثر تاریخی که کاربرد تقویمی داشته اشاره کرد.  ارتفاع 20 متری از بیرون و 24 متری از درون  و شکل خارجی آن چند ضلعی منتظم 30 ضلعی است. در قسمت جنوب غربی برج نوشته ی (بسم الله الرحمن الرحیم) روی یک آجر  با خط ثلث نظر هر بیننده ای را به خود جلب می کند.نمای برج و قسمت بالایی منار از چندین قسمت آجرکاری با رویه‌های گوناگون تشکیل شده. معماری هوشمندانه ی پلکان‌ منار که به صورت مارپیچی به دور منار، تا بالای آن پیچیده شده و همینطور سوراخ هایی در داخل سازه برای هدایت نور به داخل بنا ، نشان از هنر بالای مردمان این سرزمین دارد.
سقف برج به گذشت زمان فرو ریخته بوده که در دوره‌های بعد به بازسازی و مرمت آن اقدام شده است.

## نگارخانه

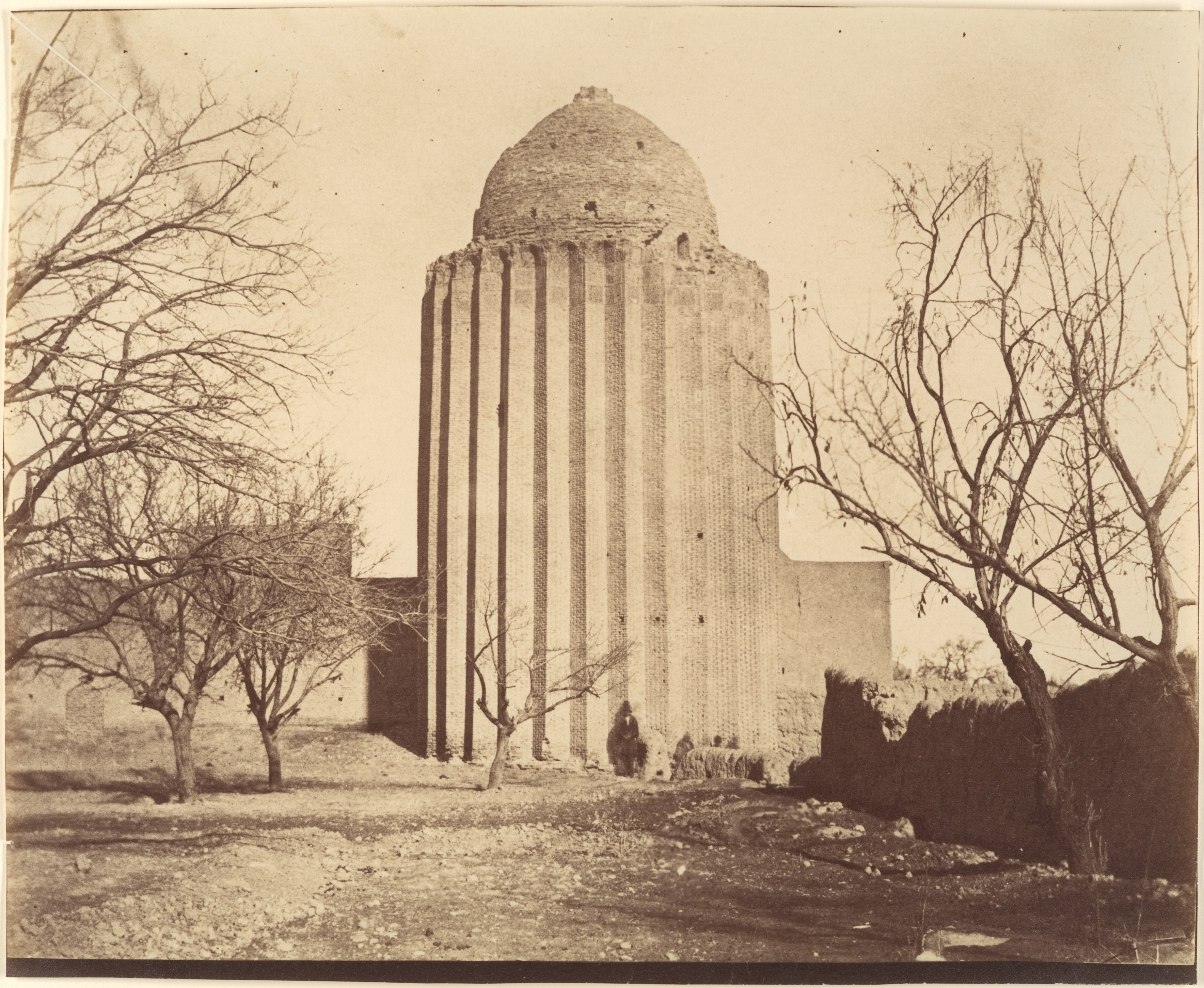
برج کاشانه در میانه‌های سده نوزدهم میلادی
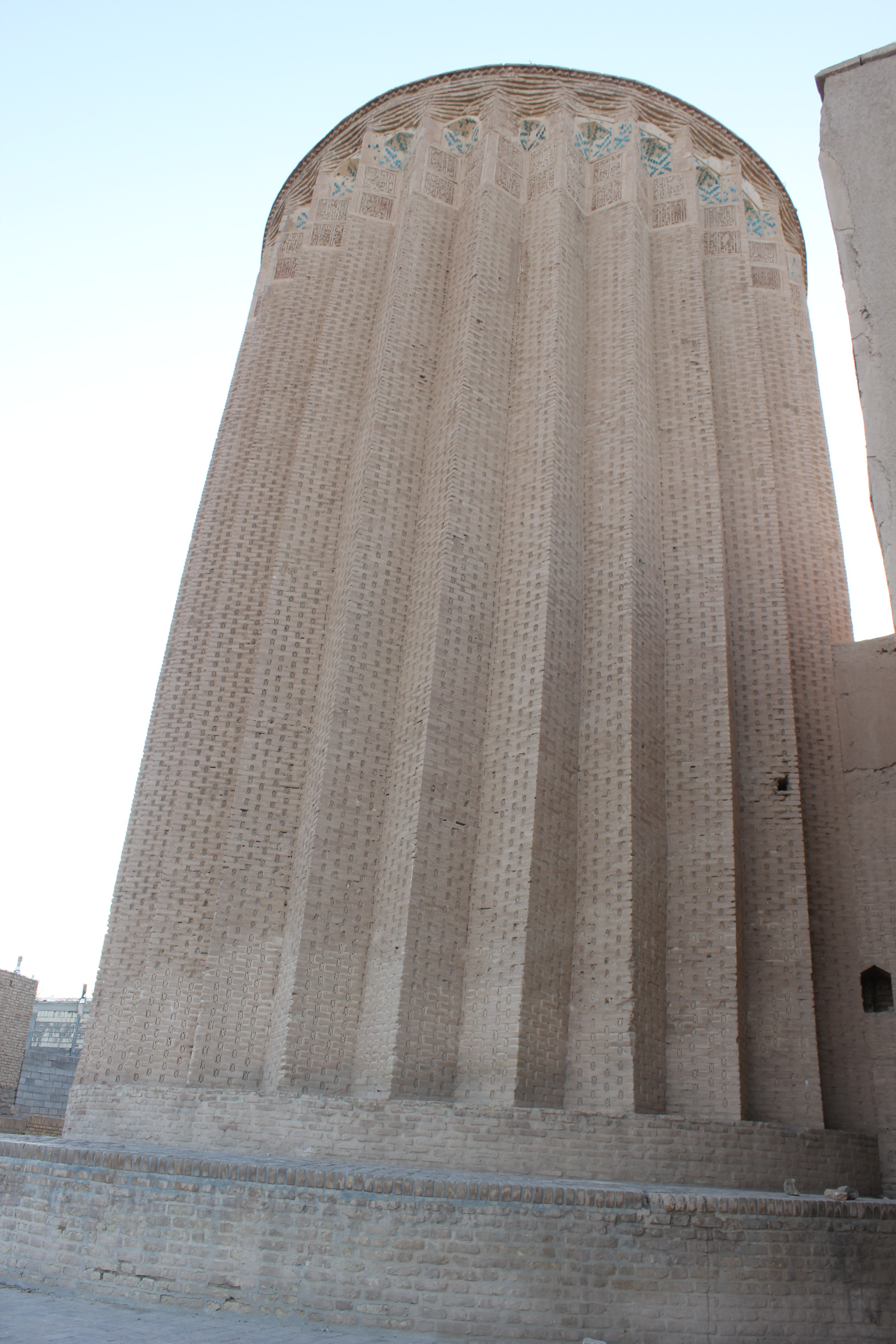
برج کاشانه
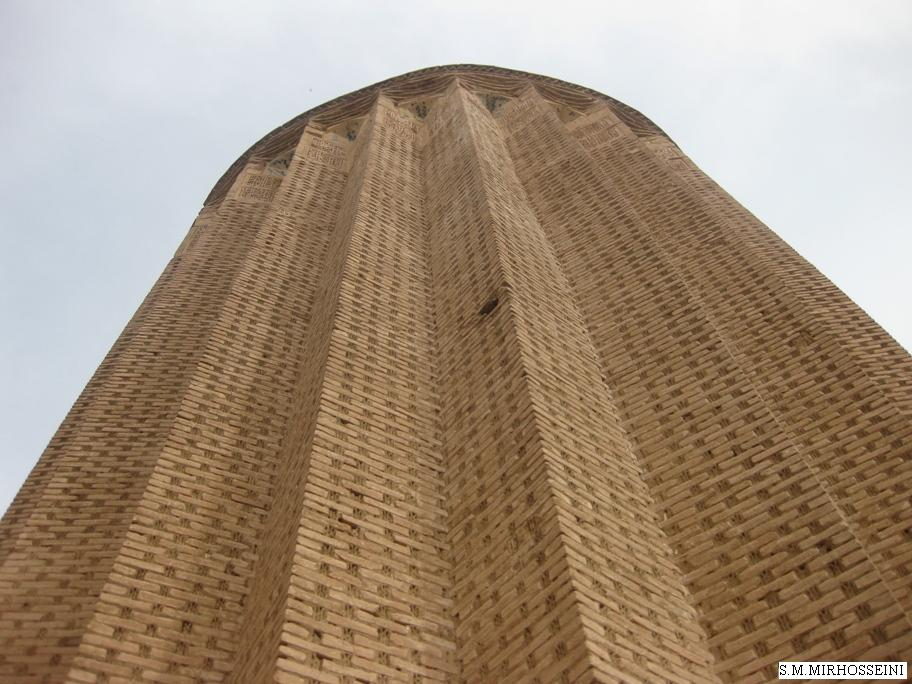
جزئیات دیوارچینی‌ها
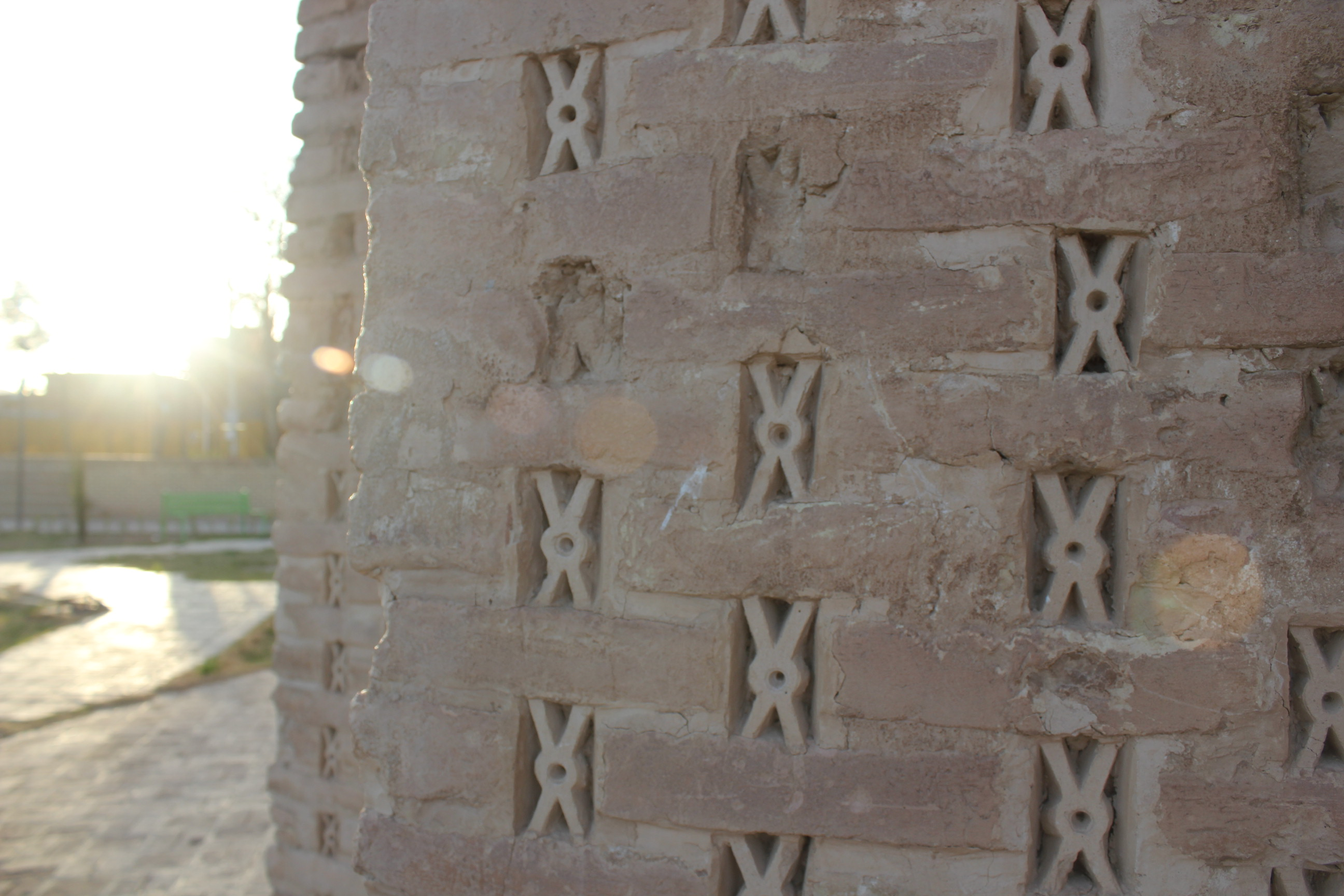
بافت دیواره برج کاشانه